# Karriella walpolensis
Karriella walpolensis is een spinnensoort in de taxonomische indeling van de Stiphidiidae.
Het dier behoort tot het geslacht Karriella. De wetenschappelijke naam van de soort werd voor het eerst geldig gepubliceerd in 2008 door M.R. Gray & H. M. Smith.